# Alterswil
Alterswil é uma comuna da Suíça, no Cantão Friburgo, com cerca de 1.923 habitantes. Estende-se por uma área de 16,10 km², de densidade populacional de 119 hab/km². Confina com as seguintes comunas: Brünisried, Guggisberg (BE), Sankt Antoni, Sankt Ursen, Tafers, Wahlern (BE), Plaffeien.
A língua oficial nesta comuna é o Alemão.